# Dodge A100
Dodge A100 — це лінійка компактних фургонів і вантажівок, які вироблялися та продавалися з 1964 по 1970 роки компанією Chrysler Corporation під маркою Dodge у Сполучених Штатах і маркою Fargo у Канаді.

## Опис
A100 конкурував з Ford Econoline, Chevrolet Van і Chevrolet Greenbrier, а також Volkswagen Transporter. Модельний ряд включав пікап і фургон, обидва з дизайном «переднього керування». Розташування водія на передній осі з двигуном між передніми сидіннями, відразу за передніми колесами, робить його кабіну над транспортним засобом. Цільнокузовні автомобілі мали коротку колісну базу 90 дюймів (2286 мм). A108 також був доступний з 1967 по 1970 роки з подовженою колісною базою на 108 дюймів (2743 мм). A108 був популярний серед компаній, що переобладнують кемпер. Значно модифікований колісний виставковий пікап A100 з двигуном Hemi під назвою «Little Red Wagon» за кермом Білла «Маверіка» Голдена був популярним атракціоном для дрег-стрипу з 1960-х до початку 2000-х років.
Dodge A100 був представлений в американському телесеріалі That '70s Show епізоду «Останній день Реда» як новий фургон Майкла Келсо. Він також з'явився у фільмі «Тачки» як персонаж Дасті Раст-Із, у рімейку «Техаської різанини бензопилою», а також у комедії «Крадіжка з Гарварда». A100 з'явився в багатьох різних кольорах у серіалі про Бетмена 1960-х років. Найчастіше це був улюблений засіб для втечі лиходія кожного епізоду.
Dodge Little Red Wagon був відомою виставковою вантажівкою для драг-рейсингу, представленою в 1965 році на базі пікапа A100.

## Галерея

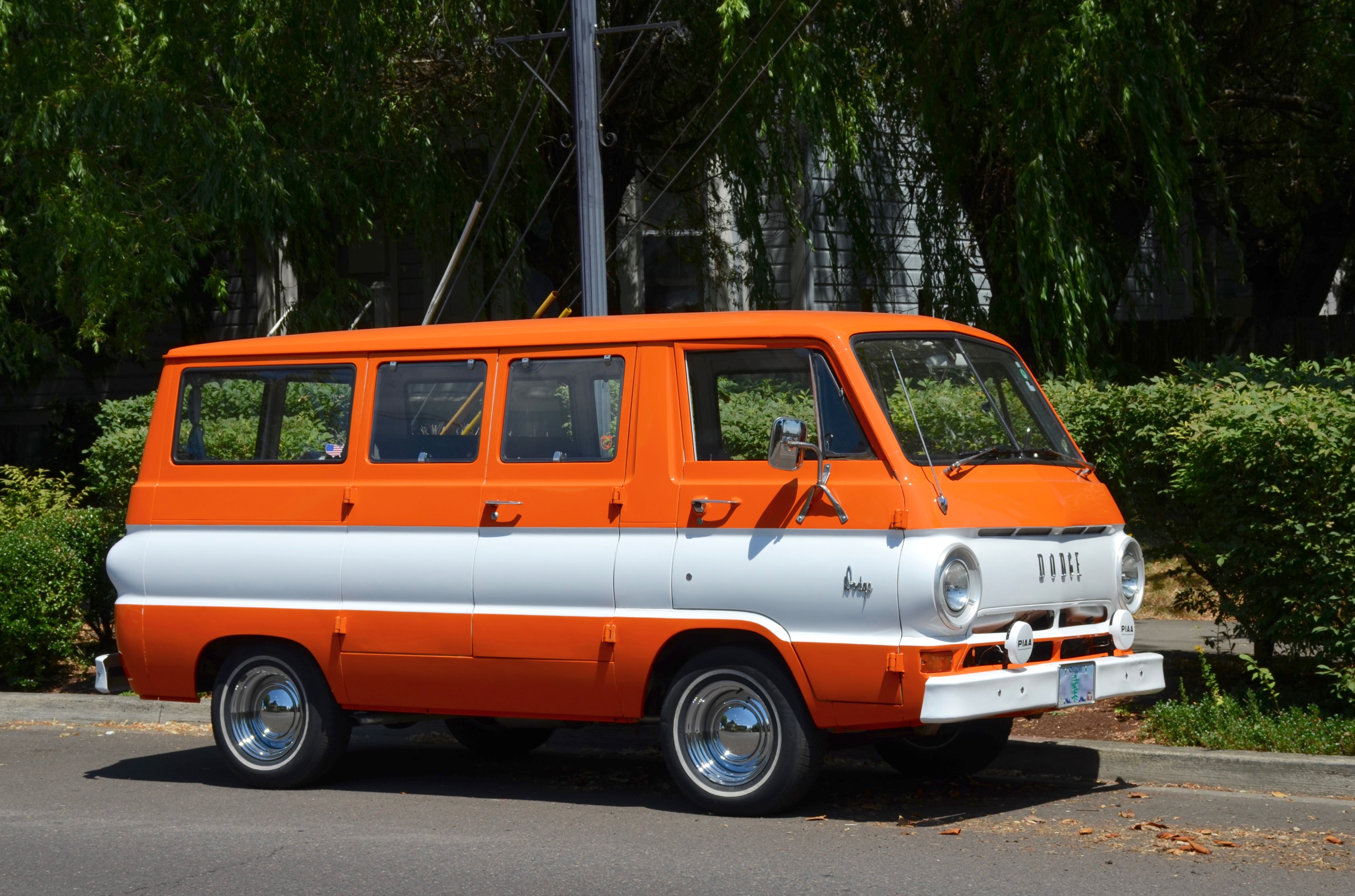
Dodge A100
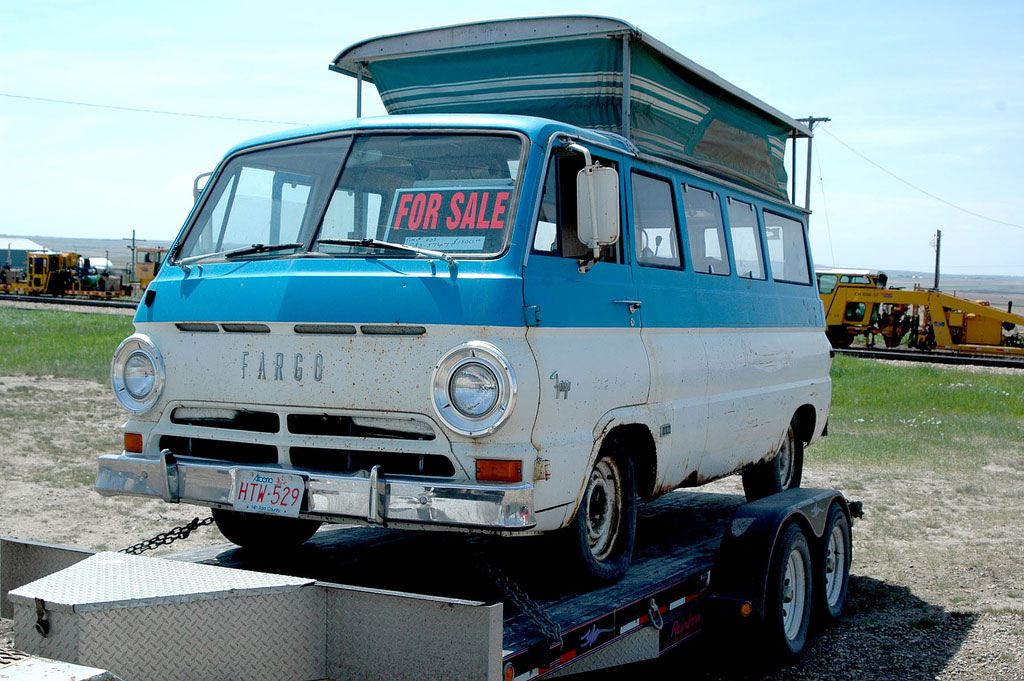
Fargo A100
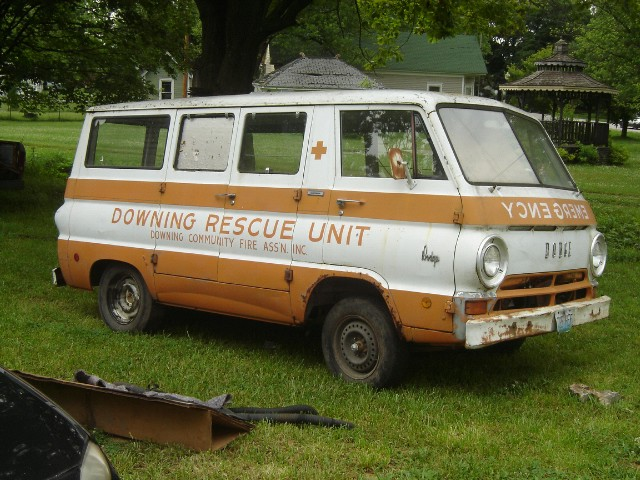
Швидка допомога
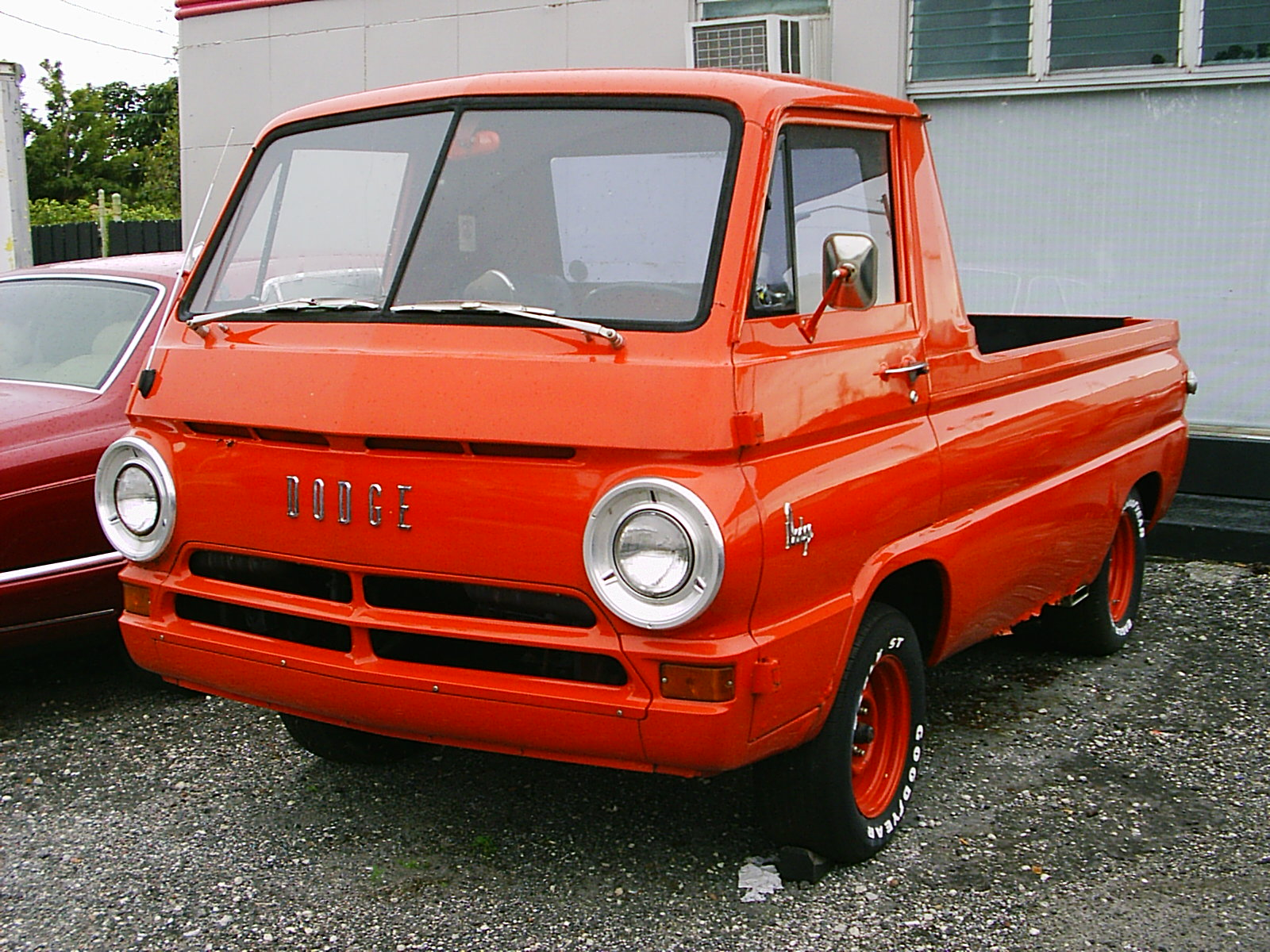
Пікап
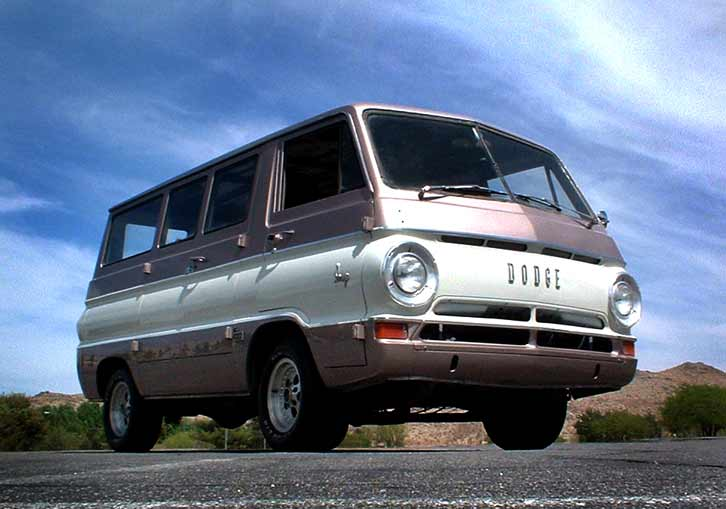
Dodge A100 Custom Sportsman
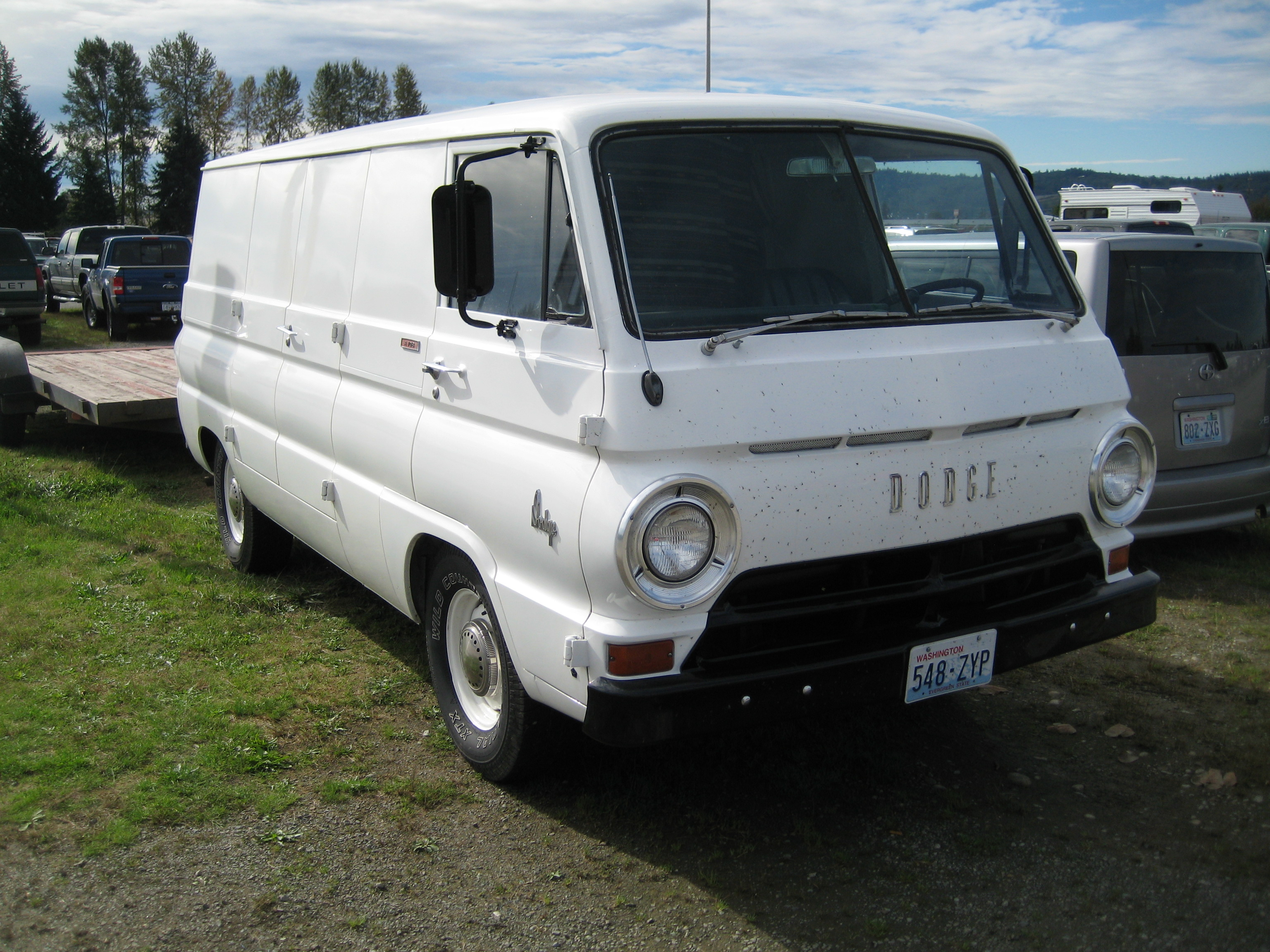

## Двигуни
- 2.8 L Slant-6 I6
- 3.7 L Slant-6 I6
- 4.5 L LA V8
- 5.2 L LA V8